# Irisieren

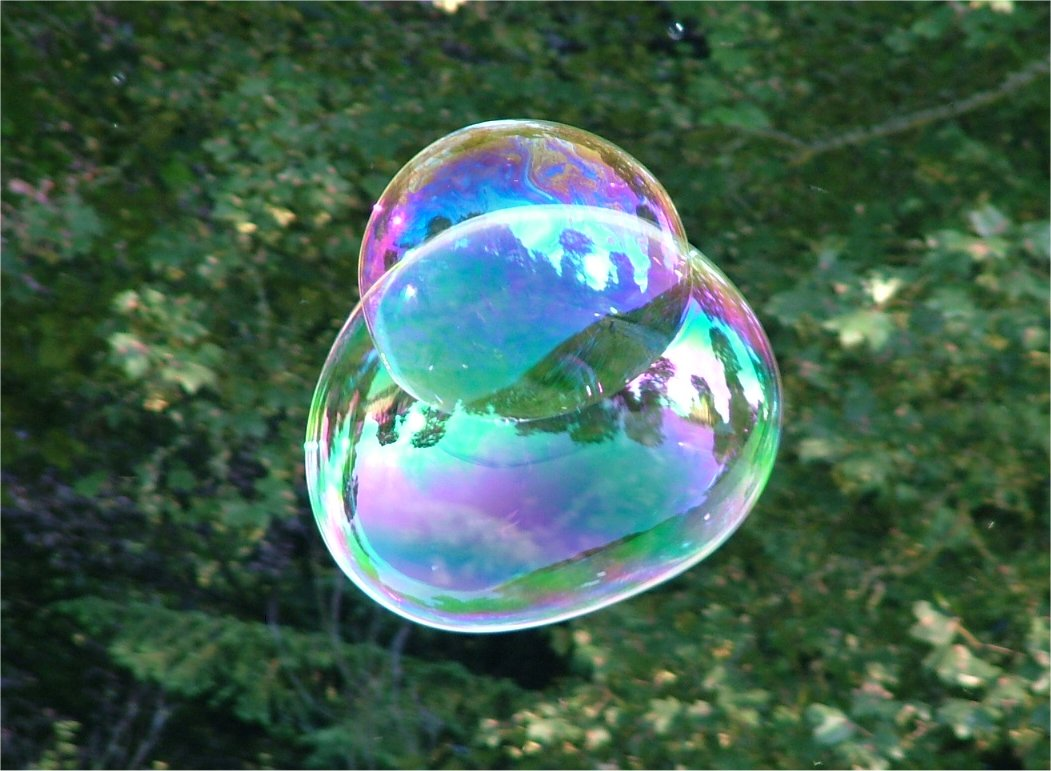
Irisierende Oberfläche von Seifenblasen

Irisieren (Substantiv: Irideszenz) (von altgriechisch ἶρις ĩris ‚Regenbogen‘) ist ein optisches Phänomen, bei dem eine Oberfläche je nach Perspektive in anderen Farben erscheint.

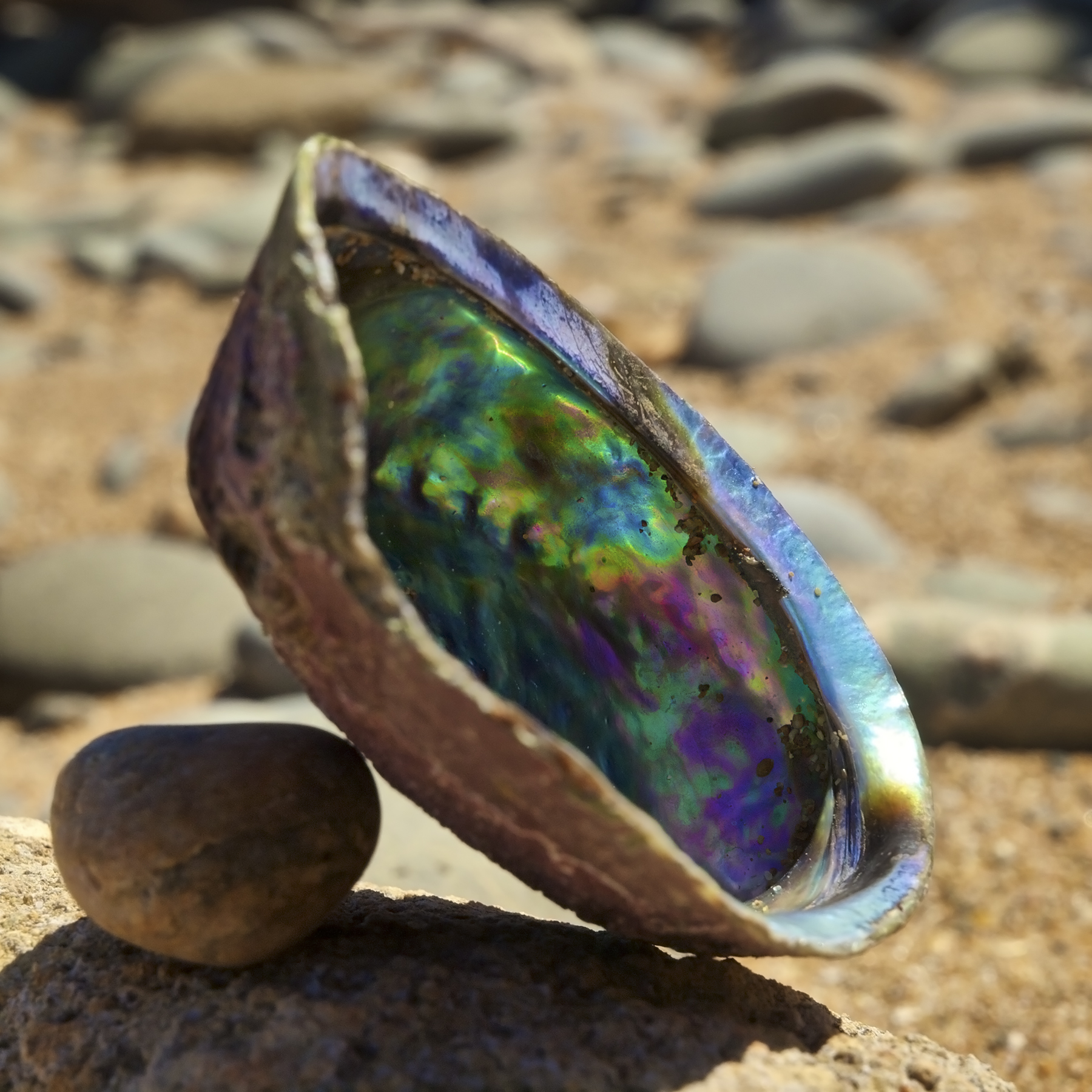
Schale einer marinen Schneckenart (Haliotis iris) der Seeohren

## Grundlagen
Durch Brechung und Interferenz des Lichts an dünnen Oberflächenschichten eines Gegenstandes (Dünnschichtinterferenz), scheint dieser Gegenstand in den Farben des Regenbogens zu schillern. Die Interferenzfarben hängen vom Betrachtungswinkel ab; sie entstehen als Überlagerungseffekt durch an den Schichtgrenzen reflektiertes Licht. Irisieren ist nicht nur bei Perlmuscheln und Seifenblasen bekannt.
Kennzeichnend für ein Irisieren ist neben den verschiedenen Farben die Veränderung des Farbenspiels schon bei kleinen Änderungen des Betrachtungswinkels: ein Schillern bei Bewegungen des Betrachters, des betrachteten Objekts oder der Lichtquelle. Dieses Phänomen lässt sich photographisch mit einem Einzelbild nicht wiedergeben.

## Biologie

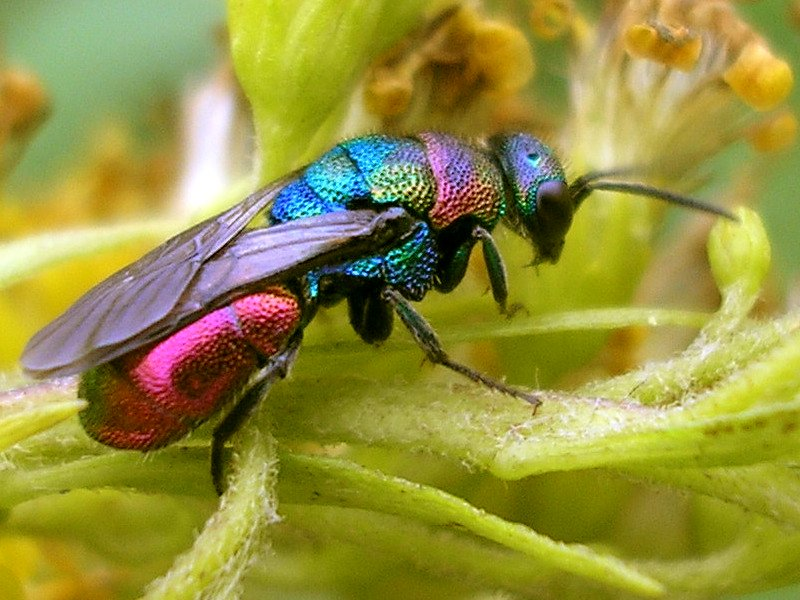
Goldwespe

In der Biologie ist Irisieren bei Pflanzen und Tieren weit verbreitet. Das Phänomen wird durch Nässe verstärkt. Auch Vogeleier können irisieren.

## Perlenglanz, Lüster

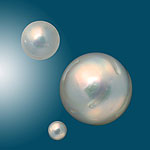
Perlen

Eine spezielle Form des Irisierens ist der Perlmutterglanz oder Perlenglanz, benannt nach dem seidigen, regenbogenfarbigen Glanz der Perlen. Hier ist die regelmäßige, konzentrische Schichtung des Perlmutts der Grund für das Irisieren.
Dessen Nachahmung als stark glänzender, in verschiedenen Farben schillernder Überzug auf Oberflächen von Glas, Porzellan oder Keramik wird Lüster genannt (siehe auch Lüsterfarbe).

## Schmucksteine

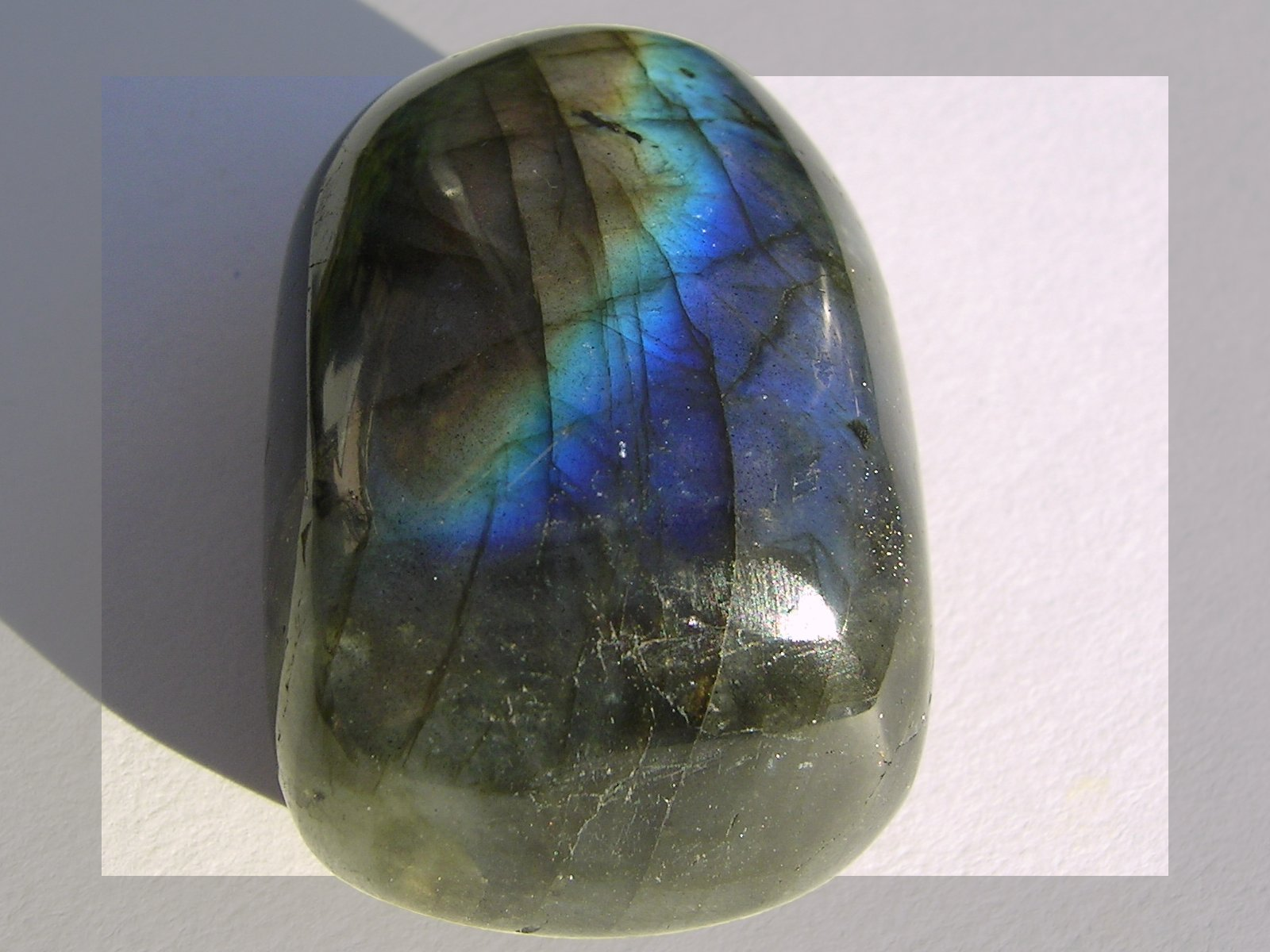
Labradorit-Trommelstein

Schmucksteine, deren Irisieren gut ausgeprägt ist, sind sehr begehrt. Durch Sprünge, Risse oder Zwillingsbildung entsteht eine mehr oder weniger regelmäßige Schichtung des Materials, an denen sich die einfallenden Lichtstrahlen brechen und überlagern. Besonders ausgeprägtes, irisierenes Farbenspiel in metallischem Glanz zeigt der Labradorit, bei dem dieser optische Effekt auch als „Labradorisieren“ bezeichnet wird.

## Meteorologie

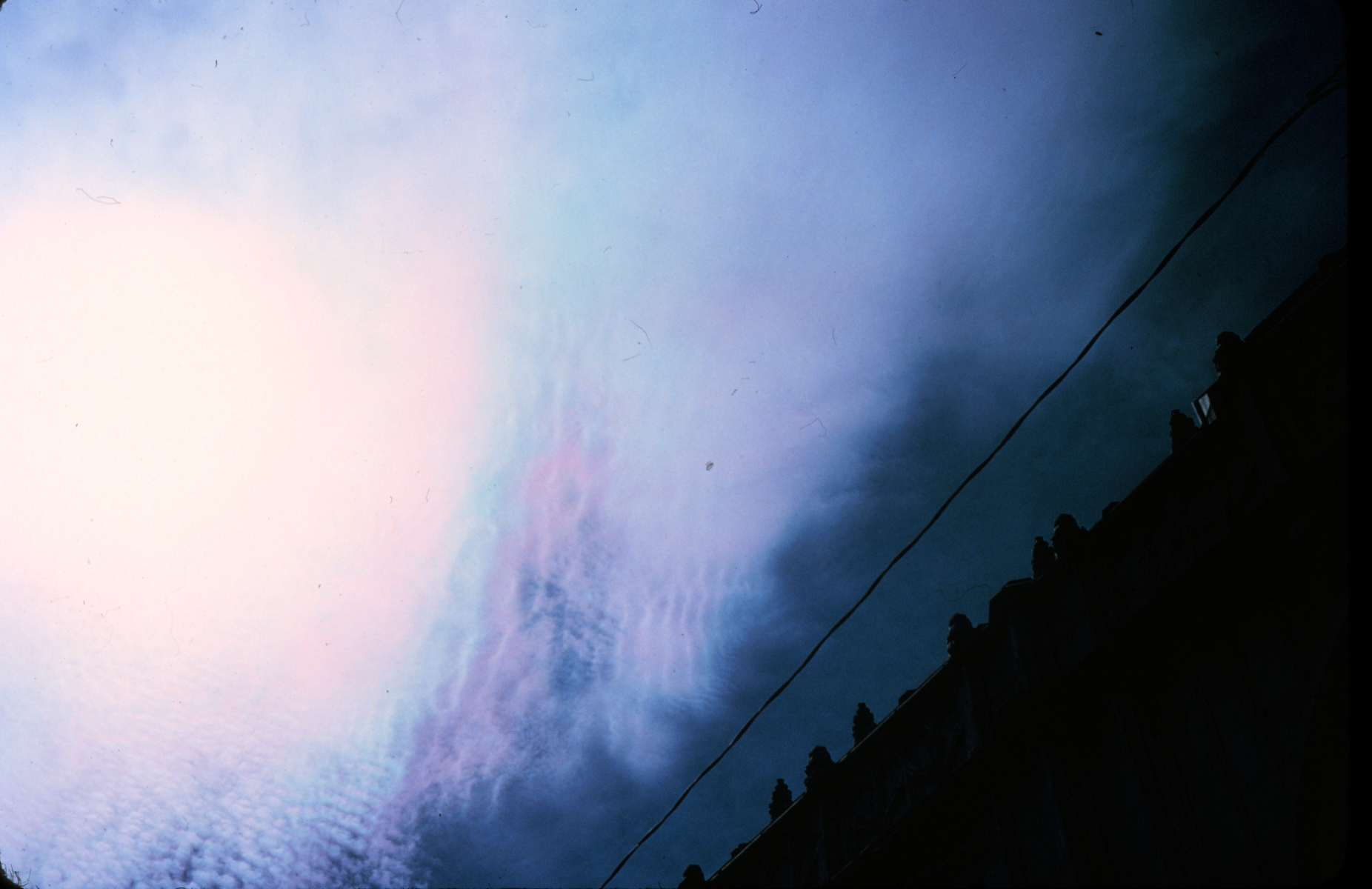
Irisierende Wolke

In der Meteorologie spricht man von irisierenden Wolken und Perlmuttwolken, wenn Wolken in Perlmuttfarben erleuchten. Das Irisieren geschieht hier durch Interferenz. Die Farben sind abhängig von der Größe der Tropfen bzw. der Eiskristalle und der Art, wie das Licht einfällt.

## Farben und Lacke
Synthetisch hergestellte irisierende Farben, denen Perlglanzpigmente beigemengt wurden, finden unter anderem als Druckfarben zur Herstellung effektvoller Aufkleber sowie als Effektlack in der Automobilbranche Verwendung.

## Metaphorisch
In Texten mit gehobenem Sprachgebrauch wird der Ausdruck „irisierend“ gelegentlich verwendet, um schnell sich ändernde, fluktuierende, schillernde Eigenschaften von Dingen oder Personen zu beschreiben. Beispiele: „irisierend-schwebende Musik“, „irisierende Persönlichkeit“, „irisierende Sprache“.